# Viátor
A Viátor latin eredetű férfinév, jelentése: utazó, utas.

## Gyakorisága
Az 1990-es években szórványos név, a 2000-es években nem szerepel a 100 leggyakoribb férfinév között.

## Névnapok
- augusztus 5.[2]
- október 21.[2]